# Vouauxiella caloplacae
Vouauxiella caloplacae är en lavart som beskrevs av Alstrup 1993. Vouauxiella caloplacae ingår i släktet Vouauxiella, divisionen sporsäcksvampar och riket svampar.   Inga underarter finns listade i Catalogue of Life.